# Alto Hospicio
Alto Hospicio is een gemeente in de Chileense provincie Iquique in de regio Tarapacá. Alto Hospicio telde 108.375 inwoners in 2017 en heeft een oppervlakte van 593 km².
- Library of Congress Control Number: n2005075294
- Nationale Bibliotheek van Israël: 987007494349405171
- Virtual International Authority File: 140931145